# Extreme
Extreme é uma banda de hard rock de Boston, Massachusetts nos Estados Unidos, destacando-se pelos vocais de Gary Cherone, bem como a performance do guitarrista Nuno Bettencourt, desse entrosamento entre esses dois músicos nasce uma das mais famosas bandas do hard rock de fins dos anos 1980. Ficaram mais conhecidos pela balada More Than Words, presente em seu segundo álbum de estúdio, de 1990.

## História
A formação da Banda Extreme era Nuno Bettencourt (guitarrista), Gary Cherone (vocalista),Paul Geary (baterista) e Pat Badger (baixista). O quarteto estava oficialmente junto em Outubro de 1986, quando Pat se integrou à banda.
No dia 5 de Agosto de 1987 fizeram um concerto em Boston com presença de executivos de grandes gravadoras. Desde então, a banda passou a ser bastante assediada, até que em Novembro do mesmo ano, assinou com a A&M Records.
Por volta de março de 1988, o Extreme fez sua primeira grande apresentação ao público, abrindo um concerto do Aerosmith (banda também de Boston).
Um ano depois, em 1989, lançavam o primeiro álbum, chamado ‘Extreme’. Esse primeiro lançamento não foi nenhum sucesso de vendas. Na verdade ‘Extreme’ chamou mais a atenção de músicos, pois a guitarra de Nuno mostrava: velocidade (rapidez), técnica apuradíssima e potência. O som da banda caracterizava um estilo muito diferente do que se via na época - Tinham influências de Heavy Metal, Rock, Hard Rock mas não se encaixavam em nenhum desses estilos - O som em alguns momentos chegava a soar um Funk. Seria algo como um Funk Metal. As revistas especializadas em guitarra falavam muito sobre Nuno Bettencourt. Chegavam a dizer que ele era o “novo Eddie Van Halen". Realmente, ele tinha uma forte influência de Van Halen e não negava ser fã da banda. Chegou a dizer em entrevista a uma revista que teria o maior prazer em fazer a guitarra base para Edward Van Halen. Essas e outras razões fazem desse álbum um tanto quanto diferente dos que viriam a seguir; Kid Ego, Mutha (Don’t Wanna Go len School Today) e Play With Me foram os maiores sucessos do álbum. A última canção entrou inclusive para a Trilha Sonora do filme Bill & Ted's Excellent Adventure.
Depois de turnê pela América do Norte e Japão, o Extreme lançou seu segundo álbum, Pornograffitti, em 1990. Esse os colocou definitivamente no hall da fama. O som da banda começava a mudar. Em alguns momentos ainda soava o “Funk Metal”, mas o rock e o hard rock tiveram forte presença em ‘Pornograffitti’.
Entraram em sua segunda turnê pelos Estados Unidos, enquanto as baladas More Than Words (o maior hit do Extreme) e Hole Hearted não saiam das rádios. Mesmo fazendo um som mais convencional e comercial, Nuno Bettencourt não esqueceu de deixar sua marca como grande guitarrista. Solos como o de He-Man Woman Hater e bases com acordes pouco tradicionais levaram a Guitar Magazine a dedicar 6 páginas só sobre Nuno. A Washburn lançou uma série de guitarras chamada “N4 - Nuno Bettencourt Signature Series”.
A A&M records lançou o single de ‘More Than Words’, que rapidamente alcançou o primeiro lugar em vários países, entre eles: Estados Unidos, Países Baixos e Israel. Durante a turnê tocaram em vários festivais e com vários grupos e cantores famosos, entre eles o Ex-Van Halen David Lee Roth. Nuno foi convidado para tocar no “Guitar Legends” em Sevilha, Espanha. Tocou ao lado de Brian May, Steve Vai, Joe Satriani, entre outros. A turnê de ‘Pornograffitti’ terminou em Honolulu, no dia 15 de Dezembro de 1991.
Logo em seguida, a saber, em Janeiro de 1992 o Extreme fez um dos maiores concertos de sua história, para cerca de 60.000 pessoas, no Hollywood Rock, no Rio de Janeiro. O fenômeno Nuno Bettencourt não parava de ganhar prêmios. Em fevereiro desse mesmo 1992 foi premiado em todas as categorias a que foi indicado no “Guitar For The Practicing Musician readers’ poll”. Ganhou os prêmios: “Top Of The Rock”, “Songwriter of the Year”, “Solo of the Year” (pelo solo de guitarra que fez, chamado “Flight of the Wounded Bumblebee”) e também “Guitar LP of the Year”. O Extreme foi indicado para oito categorias no Boston Music Awards. Ganhou cinco delas: “Act of the Year”, “Outstanding Rock Single” (por “Hole Hearted”), “Outstanding Pop Single” (por “More Than Words”), “Outstanding Song/Songwriter” (Nuno e Gary por “More Than Words”) e “Outstanding Instrumentalist” (Nuno Bettencourt). No dia 20 de Abril tocaram More Than Words e uma versão acústica de Love of My Life do Queen em um Tributo a Freddie Mercury, para mais de 70.000 pessoas no estádio de Wembley. Em Setembro de 1992 foi lançado o terceiro álbum do Extreme, ‘III Sides to Every Story’. Esse saiu totalmente do estilo do primeiro álbum da banda. O “Funk Metal” não estava mais presente. O Extreme já se caracterizava como uma banda de rock tradicional. Nuno continuava fazendo sucesso com seus espetaculares solos de guitarra e Gary se mostrava um vocalista eclético, capaz de levar qualquer estilo de canção. Nuno ganhou o prêmio “Guitarist of the Year” da Metal Edge Magazine. A turnê européia da banda terminou em 23 de Dezembro de 1992 no estádio de Wembley, onde foram assistidos e aplaudidos por Brian May, Roger Daltrey, entre outros astros. Mais prêmios vieram para o Extreme. Nuno ganhou o “MVP” no Guitar World readers’ poll, deixando para trás Joe Satriani, Eddie Van Halen, Slash e Eric Clapton. Ganhou também o prêmio de “Best Rock Guitar”, também o “Best Rock Guitar Album” (pelo álbum “III Sides”) e “Best Solo” (pelo solo de guitarra de Rest In Peace).
Paul Geary sai da banda para seguir uma bem-sucedida carreira de empresário, trabalhando com a banda Godsmack. Mike Mangini entrou em seu lugar como baterista do Extreme. Em 1994 entram em uma turnê européia com o Aerosmith.
1995 foi o ano do quarto álbum da banda, ‘Waiting for the Punchline’. Mais um álbum de sucesso, com vários hits, entre eles: Hip Today, Unconditionally e Cynical. A primeira e única canção instrumental do Extreme saiu nesse álbum. Uma sensacional canção de violão chamada Midnight Express. ‘Waiting For The Punchline’ foi o último álbum.
Em 1996 Nuno Bettencourt saiu da banda para carreira solo. Era o fim do Extreme. Gary foi anunciado algum tempo depois como novo vocalista do Van Halen, Nuno Bettencourt lançou seu CD ‘Schizophonic’ que surpreendeu a todos os fãs que esperavam um CD ao estilo Steve Vai ou Eddie Van Halen. ‘Schizophonic’ se caracterizou como uma mistura de grunge e pop rock. Um som definitivamente esquizofônico. Mike Mangini entrou em turnê com Steve Vai e Pat Badger tirou um tempo para descansar com a família.
Após um hiato de 13 anos a banda voltou a se reunir e em 2008 lançou o álbum “Saudades de Rock”, o quinto álbum de estúdio do grupo e foi produzido pelo guitarrista Nuno Bettencourt no estúdio NRG, em Los Angeles.
Bettencourt comentou que o álbum foi gravado praticamente ao vivo no estúdio. “Assim se torna fácil reproduzir as músicas do mesmo modo no palco” disse o guitarrista.
Em 2006, a banda teve seu sucesso "Play With Me", presente no jogo de video-game "Guitar Hero Encore: Rocks the 80s", sendo esta a música mais difícil do game.

## Membros

### Formação
- Nuno Bettencourt - guitarra, vocal de apoio, piano, teclados, percussão e outros (1985 - 1996) (2007) - (2009)
- Gary Cherone - vocal (1985 - 1996) -  2009)
- Patrick Badger - baixo e vocal de apoio (1985 - 1996)
- Paul Geary - bateria (1985 - 1994)
- Mike Mangini - bateria (1994 - 1996)
- Kevin Figueiredo - bateria (2008 - atual)

## Discografia
Álbuns de Estúdio
- Extreme (1989)
- Extreme II: Pornograffitti (1990)
- III Sides to Every Story (1992)
- Waiting for the Punchline (1995)
- Saudades de Rock (2008)
- Take Us Alive (Ao Vivo) (2010)
- Six (2023)

## Compilações
- The Best of Extreme - An Accidental Collocation of Atoms? (1998)
- Extreme - The Collection (2002)

No Japão ainda foram lançados:
- Extragraffitti (1990)
- Running Gag (1995)